# Kohei Takano
Kohei Takano (高野 耕平 Takano Kohei?), född 3 april 1985 i Chiba prefektur, är en japansk fotbollsspelare.
Takano började sin karriär 2008 i AC Nagano Parceiro. Han spelade 141 ligamatcher för klubben. Han avslutade karriären 2014.